# 간흡충류
간흡충류(肝吸蟲類)는 흡충류의 일부로, 성충이 동물의 간에 기생하는 생태를 가진 것을 아울러 부르는 말이다.
간흡충으로는 다음이 있다.
- 간디스토마 (Clonorchis sinensis)
- 간질 (Fasciola hepatica)
- 고양이간흡충 (Opisthorchis felineus)
- 창형흡충 (Dicrocoelium dendriticum)
- Dicrocoelium hospes
- Fascioloides magna
- 거대간질 (Fasciola gigantica)
- Fasciola jacksoni
- Metorchis conjunctus
- Metorchis albidus
- Protofasciola robusta
- Parafasciolopsis fasciomorphae]
- 타이간흡충 (Opisthorchis viverrini)
- Opisthorchis guayaquilensis
- Opisthorchis noverca